# La Terre labourée
La Terre labourée est un tableau réalisé par le peintre espagnol Joan Miró en 1923-1924. Cette huile sur toile est un paysage surréaliste. Elle est conservée au musée Solomon-R.-Guggenheim, à New York.